# تافرودست (تارغليل)
تافرودست هو دُوَّار يقع بجماعة بني زولي، إقليم زاكورة، جهة درعة تافيلالت في المملكة المغربية. ينتمي الدوّار لمشيخة تارغليل التي تضم 10 دواوير. يقدر عدد سكانه بـ 914 نسمة حسب الإحصاء الرسمي للسكان والسكنى لسنة 2004.

## روابط خارجية
- البوابة الوطنية للجماعات الترابية نسخة محفوظة 12 مارس 2018 على موقع واي باك مشين.
- المندوبية السامية للتخطيط